# Ctenobelba brevipilosa
Ctenobelba brevipilosa är en kvalsterart som beskrevs av Sandór Mahunka 1965. Ctenobelba brevipilosa ingår i släktet Ctenobelba och familjen Ctenobelbidae. Inga underarter finns listade i Catalogue of Life.